# Bunium verruculosum
Bunium verruculosum är en flockblommig växtart som beskrevs av C.C.Towns. Bunium verruculosum ingår i släktet jordkastanjer, och familjen flockblommiga växter. Inga underarter finns listade i Catalogue of Life.